# 兰迪·琼斯
兰迪·琼斯（英語：Randy Jones，1969年6月24日—），美国男子雪车运动员。他曾代表美国参加1994年、1998年、2002年和2006年冬季奥林匹克运动会雪车比赛，其中2002年冬季奥运会获得一枚银牌。